# ポカリスエット
ポカリスエット（Pocari Sweat）は、大塚製薬が製造・販売する日本のスポーツドリンクである。1980年に日本で発売され、現在では東アジア、東南アジア、中東、オーストラリア、メキシコでも販売されている。
日本においては同社の登録商標（第1574161号ほか）である。日本におけるスポーツドリンクの先駆けであり、以降多数の後追い商品が生まれた。大塚製薬はポカリスエットをスポーツドリンクでなく、発売当時より 「発汗により失われた水分、イオン（電解質）をスムーズに補給する健康飲料」としている。略称は「ポカリ」。
開発における商品コンセプトは「飲む点滴」で、ヒトの体液に含まれる7種類のイオン（陽イオン（mEq/l）Na+：21,K+：5 ,Ca2+：1 ,Mg2+：0.5、陰イオン（mEq/l）Cl-：16.5, citrate3-：10, lactate-：1）を含有する。

## 概要
昭和55年（1980年）4月に245 ml缶、6月に1L希釈用のパウダータイプで発売された。価格は缶タイプで当時120円（この時点のコカ・コーラ社製品の250 ml缶は100円であった）。
発売当初、ポカリスエットのキャッチフレーズは「アルカリイオン飲料」であったが、「内溶液のpHがアルカリ性を示す」との誤解を招きかねないため、現在は 「イオンサプライドリンク」とショルダーフレーズを変更している。ショルダーフレーズはパッケージデザイン節を参照。
ヒトの体液に近い組成と浸透圧の生理食塩水（リンゲル液）が、発汗によって失われた水分を補給するのに効率が良い事は、大日本帝国陸軍など、様々な研究機関で研究されており、アメリカ合衆国では、リンゲル液を飲みやすい味に仕上げたスポーツドリンクとして、ゲータレードがすでに商品化されていた。
昭和48年（1973年）、オロナミンCドリンクの開発を担当した研究員の播磨六郎が、メキシコ出張で水にあたり、ひどい下痢になって医師の診察を受けた折、抗生物質とジンジャーエールを処方された。この経験から播磨は脱水症状の時、すぐ体に吸収される飲料が商品化できないかと考えつく。
帰国後、後に社長に就任する大塚明彦にこの事を報告すると、「そうか。ぽつぽつそういう飲み物もいるな」という返事が返ってきた。実はこの時、すでに大塚明彦は雑誌の記事でアメリカでゲータレードが発売されたことを知っていたのである。そして大塚が社長に就任したあと商品開発がスタートした。多くの人に飲んでもらえるようにと、スポーツドリンクではなく、日常生活の中で飲む飲料を目指すこととなった。
大塚製薬は元々、病院で使用される点滴用のリンゲル液を手がけており、グループ会社である大塚製薬工場は輸液（点滴）の分野では最大手であったため、先行商品であるゲータレードがリンゲル液の組成に近い事はすぐに判明した。また、長時間の手術を終えて疲労した医師が、水分補給にリンゲル液を飲用している事実も知っていた。こうした背景から、新商品は自社のリンゲル液を元にして開発が進められた。各種イオン濃度は綿密に調整され、ヒトの体液に極めて近い組成および浸透圧になっている（「アイソトニック飲料」という用語もここから生まれた）。先行商品であるゲータレードに対抗するために食味の研究も入念に行われ、大塚グループのアース製薬の研究所がある兵庫県赤穂市の特産品である、「塩味饅頭」をヒントに塩味と甘みの絶妙のバランスを図った。
無果汁と表記されているが、ポカリスエットは苦味を和らげるために果汁を使用しており、原材料にも「果汁」と表記されている。これは法律上、果汁5パーセント未満であれば、果汁%表記のほかに無果汁表記の選択が認められているためである。しかしこのようなケースでは、殆どの製品が果汁%表記を選択しているので、不思議に思われることが多い。かつては大塚ベバレジ（現在は大塚食品）のMATCHでも同様であった（MATCHは2025年現在、無果汁）。
現在は日本や東南アジアをはじめ、多くの国で発売されている。大塚製薬によれば「食品分野の日本製品で、これだけ国際的な知名度を持つ製品は少ない」とのこと。ただし、アメリカ合衆国など、英語圏の国々では商品名が「スウェット=汗」（=汗くさい）を連想させる、と指摘される。米国におけるスポーツドリンクはゲータレードが圧倒的マーケットシェアを獲得しており、世界の市場においてもシェア1位ではあるが、同商品は平成27年（2015年）に日本市場から撤退している。
日本では日本コカ・コーラが発売するアクエリアスが、長年にわたり最大の競合商品となっている。ポカリスエットは甘味が強く、アクエリアスは酸味が強いという味の違いもある。
リトルリーグなどの統括団体、日本少年野球連盟の公認スポーツドリンクである。
平成19年（2007年）頃から環境問題に配慮して、すでに販売している製品の一部でエコボトルを採用している。

## 製品ラインアップ

### 日本国内
- ポカリスエットペットボトル 250ml
- ポカリスエットペットボトル 300ml
- ポカリスエットペットボトル 500ml
- ポカリスエットペットボトル 900ml
- ポカリスエットペットボトル 1.5L
- ポカリスエットペットボトル 2L
- ポカリスエット缶 245ml
- ポカリスエット缶 300ml
- ポカリスエット缶 340ml
- ポカリスエット缶 480ml
- ポカリスエット1L用粉末
- ポカリスエット10L用粉末
- ポカリスエットスクイズボトル
- ポカリスエットサーモスボトル
- ポカリスエット15L用ジャグタンク
- ポカリスエット13L用ジャグタンク
- ポカリスエット 180gゼリー
- ポカリスエット 100gアイススラリー

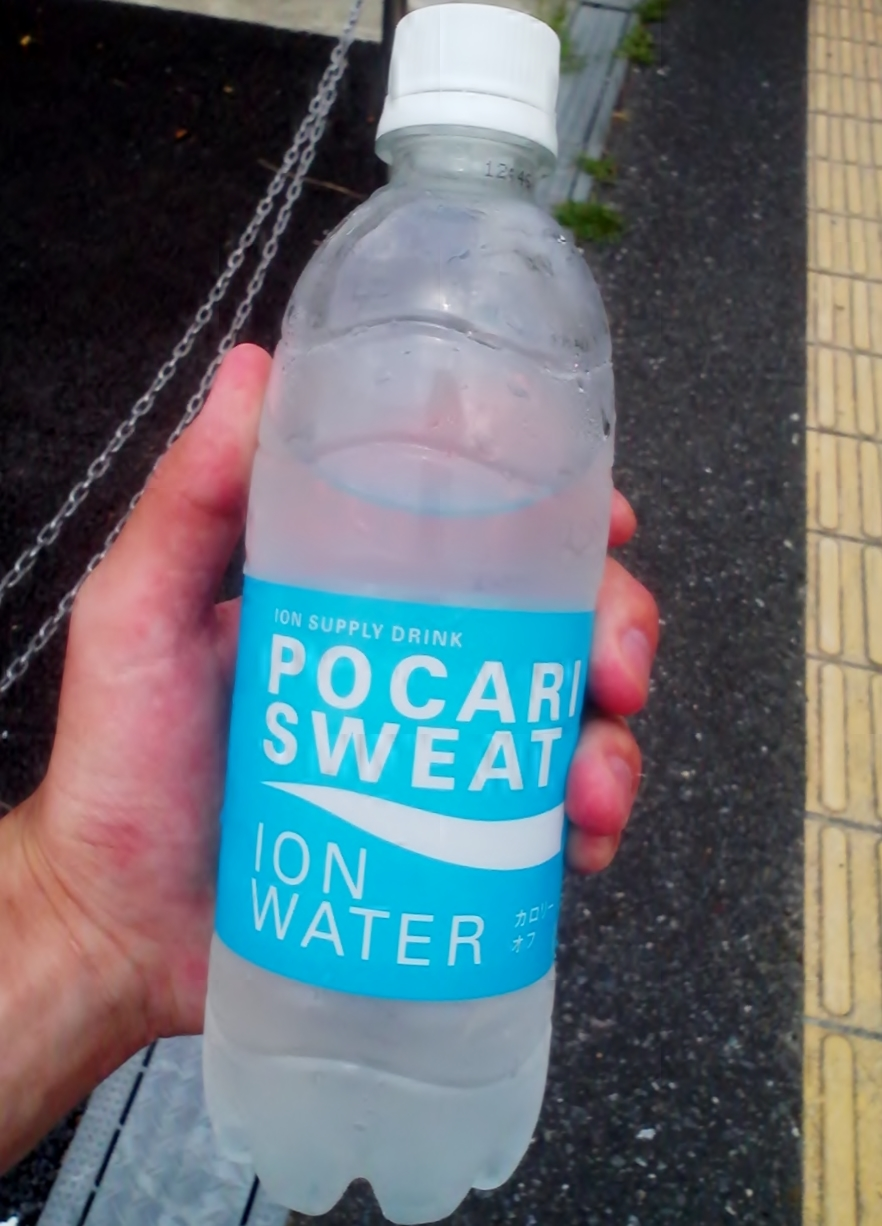
イオンウォーター ペットボトル 500ml

2013年4月より、甘さとカロリーを抑えた「ポカリスエット イオンウォーター」が発売された。ラベルのデザインは、かつて販売されていた「ポカリスエット ステビア」の缶の色とほぼ同様の水色である。
- ポカリスエット イオンウォーター ペットボトル 250ml
- ポカリスエット イオンウォーター ペットボトル 300ml
- ポカリスエット イオンウォーター ペットボトル 500ml
- ポカリスエット イオンウォーター ペットボトル 900ml
- ポカリスエット イオンウォーター パウダー（180ml用）スティックタイプ

## 利用
ポカリスエットと、同じ大塚製薬から出されているオロナミンCを混ぜた、通称「オロポ」と呼ばれる飲み物がスーパー銭湯や健康ランドで出されている。主にサウナ利用の前後の他、自分で作って、運動の前後に飲まれる。
なお、2022年7月にはサントリーがセブン&アイホールディングス限定で同社のビタミン炭酸飲料「デカビタC」と体バランス飲料「DAKARA（ダカラ）」を合わせた「DEKARA（デカラ）」を、同年8月にはアサヒ飲料が同社のスポーツ飲料「スーパーH₂O」とビタミン炭酸飲料「ドデカミン」を合わせた「アサヒ スーパーH₂O×ドデカミン」を販売している。

## エピソード
- ポカリスエットの製品化の話が持ち上がった際、会議で一部役員から商品として弱い、売れないなどの否定的な意見が出る中、サンプルを見た大塚明彦社長（当時）の「これは売れる」という鶴の一声で、一気に話が進んだ。
- 販売開始初年度、未知の味にセールスが不調で、オロナミンCを置いてもらっている店でも「売れる気がしない」と、なかなか置いて貰えなかった。テントを立てて1杯100円で試験販売しても不評だった。そこで、無料配布（今で言うサンプリング）を1年間、スポーツ競技会・イベントなど効果的な場を選んで続けた結果、それまで横ばいだった売れ行きが、2年目の夏に一気に売れ始めた（初年度の無料配布では40億円以上もの損失をしたとの事）。現在も夏場にはポカリスエットの無料配布を続けている[13]。
- 俳優の石原裕次郎が、1981年に心臓外科手術を受けた後、「喉が渇いている、ポカリスエットが飲みたい」と筆談でしきりに懇願し、兄の慎太郎が記者たちの前で、そのことを口にしたところ、その日からポカリスエットの売上が急増し、大塚製薬からはトラック1台分のポカリスエットが、裕次郎の入院先である慶應義塾大学病院に届けられ、石原慎太郎の自宅には、数ケース分のポカリスエットが宅配便で届いた[注 1]。これが縁となってか、大塚製薬は石原プロモーション「21世紀の石原裕次郎を探せ!」オーディションの冠スポンサーを務めた。
- ポカリスエットの「ポカリ」は、明るくさわやかな響きを持つ言葉としてつけたもので、特別な意味はない。「スエット」は文字どおりの「汗」の意味で、体から目に見えて失われる「汗」を表し、水分やイオンの大切さを訴えることからつけられた[14]。日本体育協会や厚生労働省の推奨するナトリウム濃度と合致している。
- 1998年より、日本サッカー協会が「サッカー競技中のスポーツドリンク」として、ポカリスエット使用を承認した。ただし、キリンホールディングスがスポンサーに入ってからは、同社のスポーツドリンクであるラブズスポーツも使用を承認している。
- 2002年2月、アメリカ合衆国医師会の学術誌である『Journal of American Medical Association（JAMA）』2月20日号に、大塚製薬と日本航空の研究グループが行った『糖電解質飲料（ポカリスエット）が、長時間航空機に搭乗する場合の血糖粘度上昇に与える影響について』の論文にて、静脈血栓塞栓症対策に有用と掲載された[15]。
- 世界展開も積極的に行っている。ムスリムが多数であるインドネシアでは、2006年に製造本数として2億3000万本を達成し、国民1人あたり1本以上という年間消費量を達成した。ラマダーン期間中には、日没後にテレビCMを集中放送する（P.T.アメルタインダ大塚の項も参照）。しかし英語圏では、スエットが英語では「汗」の意味を持つため、「不潔」「飲む気にならない」「容器入りの汗をイメージしてしまう」という理由から、売り上げはあまり伸びていない。ゲータレードや「NCAA」など、競合商品も多いアメリカ合衆国では、市場競争が激しいのも原因の一つである。
- 日本国政府における観光政策の影響で、訪日外国人旅行客が増えるにつれ、英語圏での知名度も上がっている。単純に「変な名前の飲み物がある」ということで、旅行の楽しみになっているほか[16]、アメリカ合衆国では、2014年頃から通信販売で利便性の高い粉末タイプの商品が購入しやすくなっている[17]。
- 乳幼児用の清涼飲料「ビーンスタークポカリスエット120mlびん」にかびが混入していたことが2011年7月1日に明らかになった。約23万本が自主回収された[18]。
- アメリカ映画『バック・トゥ・ザ・フューチャー PART2』の一場面にポカリスエットが登場する。登場するのは2015年の未来のシーンで、1980年代後半当時、多くのアメリカ企業が買収され、ゲーム機、自動車で日本企業が台頭する中、2015年を描いたシーンに日本の要素を含めるよう指示があったという[19]。
- 特に缶における中身の劣化対策のため、缶とペットボトルで原材料を若干変更している[20]。

## パッケージデザイン
アルファベットの"POCARI SWEAT"のロゴデザインは、世界的タイポグラファー、ヘルムート・シュミットによるもの。発売2年目から本格的に広告展開を始めるにあたり、グラフィックデザイナーの細谷巌によりパッケージ全体がリニューアルされ、現在使われているものと同じになった。具体的には、"POCARI SWEAT"のロゴの大きさと文字の間隔の修正、イメージカラーの青色の修正など｡「生命の源である海の青と波の白」をイメージし当時としては、斬新とされたマリンブルーの色彩を使用した。
「味覚感がない」という理由から、飲料水パッケージには採用されてこなかった青色を、缶デザインに初めて大々的に取り入れる斬新なデザインで、清涼感を強く打ち出し、後のスポーツ飲料のイメージを決定付けた。
広告などが全て刷り上って準備万端の発売寸前に、グループ会社である大塚食品の社員から「食品関係のパッケージに、青は絶対に使わない」と言われ、商品に関わった者たちは、順調な売れ行きを知るまでの期間を戦々恐々として過ごした。

### ショルダーフレーズ
- 1980年 - アルカリイオン飲料
- 1983年 - アイソトニック飲料
- 1984年 - イオンサプライ
- 1992年 - リフレッシュメントウォーター
- 1999年 - ボディリクエスト
- 2002年 - イオンサプライ

## 広告宣伝
発売当初は「イオン飲料アルカリ性」をキャッチコピーに、ショルダーネームとして製品などに記し、発売2年目から広告宣伝を始める。

### コマーシャルメッセージ
1981年頃よりイメージキャラクターに欧米の女性モデルや女優を起用し、大塚製薬では初めて外国人を起用して日本の国外で撮影した。1981年 - 1982年にイギリスのモデルのフランチェスカ・マクベス、1983年にマーゴ・ヘミングウェイ、1984年はスウェーデン人のエバ、1985年はソフィー・ドゥエスなどが務めた。この時期はオリジナル曲を用いており、レコードやCDなどは発売されていない。
1986年に開催された「第1回ポカリスエット・イメージガール・コンテスト」は12000人あまりが応募し、優勝した森高千里が糸井重里と共にCMに出演して注目を集め、森高が主演するポカリスエット・ムービーキャラバン第1作「あいつに恋して」も制作された。1988年からイメージキャラクターに宮沢りえ、一色紗英、綾瀬はるか、川口春奈、中条あやみらを起用し、CMソングは織田哲郎、ZARD、B'zらのビーイングとタイアップした。
夏期は爽快な雰囲気を、冬期は機能をそれぞれ訴求し、夏期は新人女優やモデル、夏期以外は男性芸能人が多くみられる。スポーツの大きな大会がある場合にはスポーツ選手を起用する事もある。新人女優やモデルは基本的に20歳未満であり、近年は夏休み近辺の学生をイメージしたものが多い。
ポカリスエットのCMに出演する新人女優やモデルはCMにより注目され後に有名になる事が多く、『人気女優の登竜門』と呼ばれている。
2001年10月に国際宇宙ステーションでCMを撮影し、2002年の年始からキャンペーン「PLANET BLUE」として放映した。
2005年のCMキャッチコピーは「一緒に生きてく水」。
2006年は「RE-BODY」（リボディ）。
2007年は「ACTION」（アクション）。企画、制作は電通。クリエーティブディレクター小松洋支、プランナー高崎卓馬、アートディレクター高橋秀明・小島義広。
2008年は「汗を楽しめ!! FAST SUPPLY,KEEP LONG!」（ - ファストサプライ、キープロング）。
2009年は「KEEP YOU BEST」（ - キープユーベスト）。
2015年は「潜在能力をひき出せ。」、「ポカリ、のまなきゃ。」。
2019年は「汗は君のために流れる。」

#### CM出演者
太字は現在の出演者。
男性
マット・ビオンディ、糸井重里、舘ひろし、江川芳文、菅谷栄二、池内博之、浅里昌吾、三谷幸喜、勝地涼、ジャン・レノ、金城武、森且行、草刈正雄、福山雅治、篠原有司男、鮎川誠、ヒロミ、玉木宏、寿里、中村俊輔、中村竜、平岡祐太、北野武、ダルビッシュ有、長友佑都
女性
フランチェスカ・マクベス、マーゴ・ヘミングウェイ、エバ、ソフィー・ドゥエス、シンディ・クロフォード、石原真理子、森高千里、斉藤慶子、宮沢りえ、一色紗英、中山エミリ、おくはらあい、坂上みき、鈴木杏、後藤理沙、上村時恵、高沢れい子、YUKI（JUDY AND MARY）、松井真朝子、加藤夏希、MIMI、綾瀬はるか、川口春奈、中条あやみ、吉田羊、鈴木梨央、八木莉可子、茅島みずき、汐谷友希、中島セナ、チュウ（今月の少女、韓国）
グループ
ローリング・ストーンズ、SMAP、DREAMS COME TRUE、JKT48、TWICE
1998年に森且行が出演した9年後の2007年に森以外の解散時のSMAPメンバーが順次出演し、森脱退後に森を含むSMAP6人全員が同じ商品のCMに出演した。草彅剛はイオンウォーターのCMにも出演している。

##### イオンウォーターCM出演者
片瀬那奈（2006年）、草彅剛（2007年）、深田恭子（2013年 - 2014年）、森川葵・賀来賢人（2015年）、橋本愛・石橋静河（2016年）、安藤サクラ（2018年）

### 提供番組
- 我が町バンザイ - 1980年代に東北地方の中波ラジオ局6局で放送されたラジオ番組。投稿が採用されたリスナーにポカリスエットをプレゼントしていた。
- ブカツの天使 - 2008年4月から2010年3月31日まで日本テレビ系列ほかで放送されていたテレビ番組。
- あぶない刑事 - 舘ひろしがCMに出演していたことから劇中で飲むシーンが登場。当時ポッカコーヒーのCMに出演していた柴田恭兵と飲み物を交換して、お互いに飲みあうシーンも何度か登場している。

### 広告媒体
1997年12月に日本エアシステムのジェット旅客機エアバスA300-600Rの機体（JA8562）に「POCARI SWEAT」のロゴをデザイン。定期空路に用いる旅客機では日本初の機体広告となった。これより以前に東亜国内航空時代の1982年には機内広告を掲出していた。
1989年と2005年の夏期に軽飛行機による飛行機雲で文字を作り広告を行うスカイメッセージを実施した。

### キャッチフレーズ
- 1980年 - アルカリイオン飲料
- 1983年 - アイソトニック飲料
- 1984年 - イオンサプライ
- 1992年 - リフレッシュメントウォーター
- 1999年 - ボディリクエスト
- 2002年 - イオンサプライ

## 楽曲
- 1981年：まぎれなく恋（レモン・トリー）
- 1983年：まぎれなく恋（チェリッシュ）
- 1984年：シネマのように（CMオリジナル曲）（ロザンナ）
- 1985年：DEJA-VU（デジャヴー）（CMオリジナル曲）（杏里）
- 1986年：
  - 硝子のレプリカント（早瀬優香子）
  - センド・イット・トウー・ミー（ブレット・レイモンド）
- 1987年：
  - きまぐれSummer Wind（BOUND）
  - アイ・フィール ユア・ラブ（BEN E KING）
- 1989年：CO-COLO上天気（Mich Bronsnan）
- 1990年：
  - 君が降りてきた夏（MOJO CLUB）
  - Rock and a Hard Place（The Rolling Stones）
- 1991年：Shiny Day（川島だりあ）
- 1992年：いつまでも変わらぬ愛を（織田哲郎）
- 1993年：揺れる想い（ZARD）
- 1994年：瞳そらさないで（DEEN）
- 1995年：
  - 突然（FIELD OF VIEW）
  - 200倍の夢（Letit go）
- 1996年：心を開いて（ZARD）
- 1997年：エスケープ（Dr.StrangeLove）
- 1998年：
  - さまよえる蒼い弾丸（B'z）
  - 夏の魔法（ペパーランド・オレンジ）
- 1999年：
  - GOING TO THE MOON（TRICERATOPS）
  - Sunny Day Sunday（センチメンタル・バス）
- 2000年：
  - Brand New Wave Upper Ground（JUDY AND MARY）
  - ミュージック・アワー（ポルノグラフィティ）
  - サウダージ（ポルノグラフィティ）
- 2001年：
  - あたしをみつけて（JUDY AND MARY）
  - スカート（CHARA）
  - Free World（LOVE PSYCHEDELICO）
  - travellin' man（玲葉奈）
- 2002年：SONS OF THE SUN（麻波25）
- 2003年：それがすべてさ（福山雅治）
- 2004年：RED×BLUE（福山雅治）
- 2005年：未来（Mr.Children）
- 2006年：ハネウマライダー（ポルノグラフィティ）
- 2007年：SMAP No.5（SMAP）
- 2009年：一粒大の涙はきっと / だから一歩前へ踏み出して（Hi-Fi CAMP）
- 2010年：
  - 生きてゆくのです♡（DREAMS COME TRUE）
  - ネルマレ 〜After long tomorrow〜（toe feat. Maia Hirasawa）
- 2012年：
  - Can't Take My Eyes Off You（Boys Town Gang）
  - GANRYU（MIYAVI vs HIFANA）
  - Walk with Dreams（Dragon Ash）
- 2015年：
  - ドント・ウォーリー・ビー・ハッピー（斉藤和義）
  - We Will Rock You（クイーン）
  - 暑中お見舞い申し上げます（吉田羊・鈴木梨央）
- 2018年：
  - care（井上陽水）
- 2019年：
  - 木枯しに抱かれて（吉田羊・鈴木梨央）
  - 揺れる想い（吉田羊・鈴木梨央）
- 2020年：
  - 優しいあの子（吉田羊・鈴木梨央）
  - 君に、胸キュン。2020夏バージョン（吉田羊・鈴木梨央）
- 2021年：
  - 常夏娘 2021夏バージョン「常夏母娘2021」（吉田羊・鈴木梨央）
- 2022年：
  - ひとつだけ（ポカリ母娘with矢野顕子）
  - 瞳を閉じて（ポカリ母娘〈鈴木梨央がソロカバー〉）[28]
  - サーフ天国、スキー天国（吉田羊・鈴木梨央）
- 2023年
  - 暑さのせい（大滝詠一）[29]
- 2024年
  - BUNBUN SUIBUN（打首獄門同好会）[30]

## LUNAR DREAM CAPSULE PROJECT
ポカリスエットのカプセルを2016年夏に月面に送り届ける「LUNAR DREAM CAPSULE PROJECT」が進行中である。
公式サイトでは月へ送るメッセージを募集中である。実現すれば科学的な意義はともかく、民間団体による初の月面着陸になる予定である。

## 備考
- 発売当時のキャンペーン広告の企画・コピーはライトパブリシティのコピーライターで現会長の秋山晶が担当していた。ちなみにパッケージデザイン担当の細谷巌は、この他にも大塚製薬から発売されているカロリーメイトやシンビーノのパッケージデザインも担当している。
- ポカリスエット15周年記念キャンペーンで「みんなの夢航海」が実施された。
- ポカリスエットのCMは、韓国、台湾、中国、香港、インドネシア、中東でも放送されている。台湾、中国では、日本と同じスポットが放送されている。音声は差し替え。香港では独自のCMが制作、放映されている。
- ポカリスエットは2006年12月にカタール・ドーハで行われたアジア競技大会（アジア大会）の公式飲料となっていた。大塚製薬はアジア大会では、1998年のバンコク大会、2002年のプサン大会に続いて3度目のスポンサーとなった[31]。
- アジアサッカー連盟のスポンサーであり、FIFAワールドカップアジア予選（本選はコカ・コーラがオフィシャルスポンサー）やAFCアジアカップのオフィシャルドリンクとしてポカリスエットのボトルがピッチに置かれている。
- 2007年の大塚製薬主催のコンサート「エキサイティング・サマー・イン・ワジキ」でトリを務めたHOME MADE 家族はアンコール後最後の曲の歌詞を「ポカリスエット」と変更して歌唱した。

## 過去の商品・関連商品
ポカリスエットステビア
1990年発売。ステビアの葉から抽出した天然甘味料を使用。カロリーは100ml当たり11kcal。ポカリスエットが青を基調としたデザインであるのに対して、こちらは水色を基調としていた。2007年4月に終売。
ホットポー
1996年から冬を中心に10年間程度発売された。200mg入りの粉末に入った瓶で、150ccのお湯にティースプーン3杯（約11g）の粉末を割って飲む、「ホットポカリスエット」。なお、現在販売しているイオンウォーターパウダーはホット（湯で溶かす）も薦めている。
経口補水液OS-1
脱水症状の水分補給に特化したもので、本品をベースにナトリウム量が100mlあたり115mgと高めにしている。流通は医療機関や薬店が中心。
ビーンスターク・ポカリスエット
乳児用に濃度を薄めたもの。果汁入り。販売者は大塚製薬名義だが雪印ビーンスターク扱い商品。
ペットスエット
動物用。グループ会社のアース・ペット（旧社名：アース・バイオケミカル）株式会社から発売。